# Reflejo vestíbulo-ocular

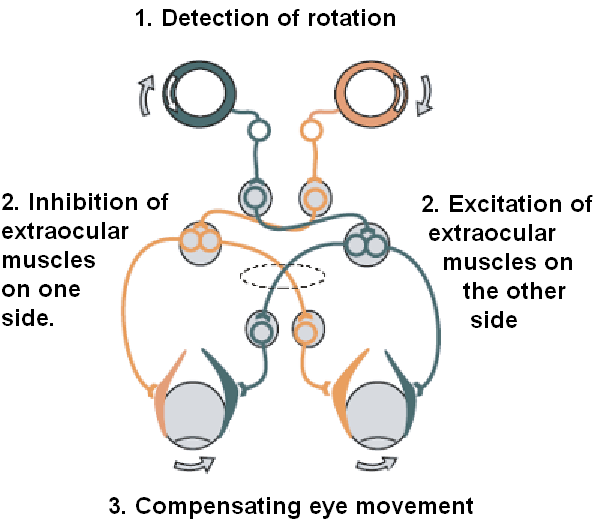
Reflejo vestíbulo-ocular. Se detecta una rotación de la cabeza, lo que desencadena una señal inhibidora en los músculos extraoculares de un lado y una señal excitadora en los músculos del otro lado. El resultado es un movimiento compensatorio de los ojos.

El reflejo vestíbulo-ocular (RVO) o reflejo oculovestibular es un reflejo de movimiento ocular que estabiliza la imagen en la retina durante el movimiento de la cabeza, produciendo un movimiento ocular en la dirección opuesta al movimiento de la cabeza, conservando la imagen en el centro del campo visual. Por ejemplo, cuando la cabeza se mueve hacia la derecha, los ojos se mueven a la izquierda, y viceversa. Como existen movimientos leves de la cabeza en todo momento, el RVO es muy importante para estabilizar la visión: pacientes que poseen su RVO dañado encuentran difícil leer medios impresos, porque no pueden estabilizar los ojos durante temblores pequeños de la cabeza. El RVO no depende de estímulos visuales y funciona aún en total oscuridad o cuando los ojos están cerrados. Sin embargo, en presencia de luz, el reflejo de fijación se añade al movimiento.
En animales primitivos, los órganos de la gravedad y los ojos están estrictamente conectados. Los peces, por ejemplo, mueven sus ojos como reflejo cuando mueven la cola. Los humanos, por otra parte, tienen tanto canales semicirculares como receptores de estiramiento de los músculos del cuello y el utrículo (órgano de la gravedad). Aunque dichos canales semicirculares realizan la mayoría de reflejos que responden a la aceleración, el mantenimiento del equilibrio es mediado por los receptores de estiramiento de los músculos del cuello y la atracción de la gravedad en el utrículo (órgano otolito) en el interior del oído.
El RVO tiene aspectos tanto rotacionales como translacionales. Cuando la cabeza rota en cualquier eje (horizontal, vertical o torsional) imágenes visuales distantes son estabilizadas rotando los ojos en ese mismo eje, pero en la dirección opuesta. Cuando la cabeza se traslada, por ejemplo mientras se camina, el punto de fijación visual es mantenido rotando la mirada en la dirección opuesta, en un grado que depende de la distancia.

## Circuito

El RVO es principalmente dirigido por señales del aparato vestibular en el oído interno. Los canales semicirculares detectan rotación de la cabeza y dirigen el RVO rotacional, mientras que los otolitos detectan translación de la cabeza y dirigen el RVO translacional.
El principal "camino directo" del circuito neural para el RVO rotacional horizontal es bastante simple. Empieza en el sistema vestibular, donde los canales semicirculares se activan por la rotación de la cabeza y envían sus impulsos por el nervio vestibular (Par craneal VIII), el ganglio del nervio vestibular y termina en el núcleo vestibular en el tronco del encéfalo. Desde esos núcleos, cruzan fibras hacia el núcleo del par craneal contralateral VI (núcleo del nervio abducens). Allí hacen sinapsis con 2 vías adicionales. Una vía se proyecta directamente al músculo recto externo del ojo a través del nervio abducens.Otra vía nerviosa se proyecta desde el núcleo del nervio abducens por las neuronas internucleares del abducens o interneuronas del abducens al núcleo oculomotor, que contiene motoneurona que manejan la actividad músculo, específicamente activando el músculo recto interno del ojo a través del nervio oculomotor.
Otro camino (no mostrado en la figura) se proyecta directamente desde el núcleo vestibular a través del tracto ascendente de Dieters a las motoneurona del músculo recto interno ipsilateral. En adición hay caminos vestibulares inhibitorios al núcleo del abducens ipsilateral. Sin embargo no existe un camino directo desde las neuronas vestibulares hacia las motoneuronas del músculo recto interno.
Existen caminos similares para los componentes torsional y vertical del RVO.
En adición a esos caminos directos, los cuales manejan la velocidad de rotación del ojo, hay un camino indirecto que construye la señal de posición necesitada para prevenir que el ojo se devuelva al centro cuando la cabeza deja de moverse. Este camino es particularmente importante cuando la cabeza se mueve lentamente, porque aquí las señales de posición dominan sobre las señales de velocidad. David A. Robinson descubrió que los músculos del ojo requieren este manejo dual de posición-velocidad, y también propuso que debe surgir en el cerebro integrando matemáticamente la señal de velocidad y enviando la señal de posición resultante a las motoneuronas. Robinson estaba en lo correcto: el 'integrador neural' para la posición horizontal del ojo fue encontrado en núcleo prepositus hypoglossi en la médula, y el integrador neural para las posiciones verticales y torsionales del ojo fue encontrado en el núcleo intersticial de Cajal en mesencéfalo. Los mismos integradores neurales generan también la posición del ojo para otros movimientos conjugados del ojo como las sacadas y seguimiento suave.

### Ejemplo excitatorio
En instancia, si la cabeza es girada en el sentido del reloj como se ve arriba, entonces se envían impulsos excitatorios desde el canal semicircular en el lado derecho a través del nervio vestibular (par craneal VIII) a través del ganglio de Scarpa, y termina en el núcleo vestibular derecho en el tallo cerebral. Desde este, fibras excitatorias cruzan al núcleo abducens izquierdo. Allí se proyectan y estimulan el músculo recto externo del ojo izquierdo por el nervio abducens. En adición, las interneuronas internucleares del abducens y el núcleo oculomotor activan el músculo recto interno en el ojo derecho. Como resultado, ambos ojos girarán en contra de la dirección del reloj.
Por otra parte, algunas neuronas del núcleo vestibular derecho estimulan directamente las motoneuronas del músculo recto interno, e inhiben el núcleo abducens derecho.

## Velocidad
El reflejo vestíbulo-ocular necesita ser rápido: para una visión clara, el movimiento de la cabeza debe ser compensado casi inmediatamente; de otra manera, la visión corresponde a una fotografía tomada con una mano temblorosa. Para lograr una visión clara, las señales de los canales semicirculares son enviadas lo más directamente posible a los músculos oculares: la conexión envuelve solamente tres neuronas, y es correspondientemente llamada arco de tres neuronas. Usando esas conexiones directas, el retraso del movimiento de los ojos respecto al de la cabeza es de menos de 10 ms, y por esto el reflejo vestíbulo-ocular es uno de los reflejos más rápidos del cuerpo humano.

## Ganancia
La "ganancia" del RVO es definida como el cambio en el ángulo del ojo dividido por el cambio en el ángulo de la cabeza durante el movimiento giratorio de esta. Idealmente la ganancia del RVO es de 1.0. La ganancia del RVO horizontal y vertical es usualmente cerca de uno, pero la ganancia del RVO torsional (rotación en torno a la línea de visión) es generalmente baja. La ganancia del RVO translacional tiene que ser ajustada a favor de la distancia, por causa de la geometría del paralelismo del movimiento. Cuando la cabeza se traslada, la dirección angular de objetivos cercanos cambia más rápido que la dirección angular de objetivos lejanos.
Si la ganancia del RVO es errada (diferente a 1) —por ejemplo, si los músculos del ojo son débiles, o si una persona se pone un nuevo par de lentes— entonces los movimientos de la cabeza resultan en movimientos de la imagen en la retina, resultando en una visión borrosa. Bajo estas condiciones, el aprendizaje motor ajusta la ganancia del RVO para producir un movimiento más preciso del ojo. Esto es lo que es referido como adaptación del RVO.
El consumo de etanol puede interrumpir el RVO, reduciendo agudeza visual dinámica.

## Comprobación
Este reflejo puede ser comprobado por el Test rápido de impulsos de la cabeza o test Halmagyi-Curthoys, en el cual la cabeza es movida rápidamente de lado a lado con fuerza, y se controla si los ojos consiguen permanecer mirando en la misma dirección. Cuando la función del sistema del equilibrio del lado derecho es reducida, por una enfermedad o por un accidente, movimientos rápidos de la cabeza hacia la derecha ya no pueden ser sentidos adecuadamente. Como consecuencia, no se genera un movimiento compensatorio del ojo, y el paciente no puede fijar un punto en el espacio durante este movimiento rápido de la cabeza.
Otra forma de comprobar la respuesta del RVO es un test de reflejo calórico, que es un intento de inducir nistagmo (movimiento compensatorio del ojo en ausencia de movimiento de la cabeza) vertiendo agua fría o caliente en el oído. También se pueden realizar irrigaciones bi-termales de aire, en las cuales aire frío y caliente son administrados en el oído.

### Pacientes comatosos
En pacientes comatosos, una vez que se ha determinado que la columna cervical está intacta, se puede realizar un test del reflejo vestíbulo-ocular girando la cabeza del paciente hacia un lado. Si el tallo cerebral está intacto, los ojos se moverán conjuntamente en sentido opuesto al de la dirección de giro (como si siguiera mirando al examinador en vez de mirar en línea recta). Por tanto, mostrar movimiento ocular como el de "ojos de muñeco" (con la mirada fija hacia al frente), es un signo de que el paciente en coma tiene el tallo cerebral afectado.

### Dificultades de las pruebas
En la actualidad, los reflejos vestíbulo-oculares solo pueden ser investigados en laboratorios especialmente equipados. Estas pruebas proveen valiosa información de diagnóstico; pero el entorno del laboratorio no es natural, los tests toman bastante tiempo, y los voluntarios para las pruebas normalmente no muestran sintomatología.  Sería muy útil para los especialistas, disponer de algún equipo para monitorear los movimientos oculares fuera del laboratorio.  Steven Rauch, del Massachusetts Eye and Ear Infirmary, está desarrollando un dispositivo para monitoreo vestibular ambulatorio.

## Rol del cerebelo
El cerebelo es esencial para el aprendizaje motor para corregir el RVO y lograr un movimiento ocular preciso. El aprendizaje motor es en varios aspectos análogo al conocido pestañeo reflejo, ya que los circuitos nerviosos y mecanismos moleculares, son similares.